# Erica Chissapa
Érica Sofia de Jesus Chissapa Bicho (nacida el 22 de diciembre de 1988), popularmente conocida como Erica Chissapa, es una actriz y periodista angoleña.
 Es conocida por sus personajes en las películas Njinga: Queen of Angola, Voo Directo y Jikulumessu.

## Biografía
Chissapa nació el 22 de diciembre de 1988 en Huambo, en el Altiplano Central de Angola. Con dos años de edad, se trasladó a Luanda y vivió con sus padrinos, dejando a sus padres y tres hermanos en su tierra natal.

## Carrera
A los 14 años, empezó a participar en dramas teatrales. Mientras ensayaba en un grupo de teatro en Luanda, fue invitada a reemplazar a una de las actrices de la obra. Posteriormente, audicionó para series de televisión por invitación del actor Orlando Sérgio. Sin embargo, no pasó su primera prueba. Más tarde pasó una selección para una miniserie, pero la producción fue cancelada después de grabar únicamente dos capítulos. Chissapa continuó actuando en el teatro angoleño con el grupo de teatro 'Henriques Artes'.
En 2005 actuó en la telenovela Sede de Viver e interpretó el papel protagonista de 'Kátia'. Tras el éxito de la telenovela, fue invitada a interpretar el papel principal en la coproducción Brasil-Angola Minha Terra Minha Mãe. En 2010 actuó en la serie de televisión portuguesa-angoleña Voo Directo. En la serie, interpretó el papel de la asistente de vuelo 'Weza Oliveira'. En 2014 fue invitada a unirse a la telenovela Jikulumessu del cantante Coréon Dú.

## Filmografía
| Año  | Título                   | Rol         | Tipo                | Ref.  |
| ---- | ------------------------ | ----------- | ------------------- | ----- |
| 2004 | Black and White Lives    | Lígia       | Serie de televisión |       |
| 2005 | Sede de Viver            | Kátia       | Serie de televisión |       |
| 2008 | Minha Terra Minha Mãe    | Teresinha   | Serie de televisión |       |
| 2010 | Voo Directo              | Weza        | Serie de televisión | [ 5 ] |
| 2014 | Njinga: Queen of Angola  | Kifunji     | Película            | [ 6 ] |
| 2014 | Jikulumessu              | Ruth Capala | Serie de televisión |       |
| 2014 | Njinga, Rainha de Angola | Kifunji     | Serie de televisión |       |